# Automatisierung
Automatisierung ist sowohl die Bezeichnung für einen Arbeitsprozess (das Automatisieren) als auch für dessen Arbeitsergebnis (automatisierte Arbeitsobjekte). Der Begriff Automatisierung dient zugleich zur Charakterisierung wirtschaftlich-technologischer Entwicklungsphasen („Zeitalter der Automatisierung“) und ist auch Gegenstand sozialpolitischer Diskussionen, speziell philosophischer Debatten bis hin zur künstlerischen Verarbeitung.

## Etymologie
Der Begriff „Automatisierung“ hat griechischsprachige Wurzeln mit der Bedeutung von „sich selbst bewegend“ (altgriechisch αὐτόματος automatos). Automatisierungssysteme sind demnach in der Lage, Aufgaben bzw. Probleme gleichbleibender oder auch wechselnder Art eigenständig zu lösen. Die Lösungen der Aufgaben bzw. Probleme sind hierbei als angestrebte „Ziele“ zu verstehen.

## Arten
Automatisierung kennzeichnet im engeren Sinne das innewohnende Bestreben von Systemen, durch selbsttätiges bzw. selbstständiges (autonomes) Handeln Ziele zu erreichen, veränderlichen Zielen zu folgen, Ziele zu bilden und aufrechtzuerhalten oder bei Zielerreichung Aktivitäten zur Stabilisierung des Systems trotz vorhandener Störungen zu entfalten.
Beispiele für Automatisierung:
1. nach DIN V 19233 definiert als „Das Ausrüsten einer Einrichtung, so dass sie ganz oder teilweise ohne Mitwirkung des Menschen bestimmungsgemäß arbeitet.“[3]
2. der Umrüstungsprozess eines Unternehmens auf technische Fertigungsanlagen zur selbständigen Produktion unter Ausschluss von humaner Arbeitskraft. Der Zustand der vollendeten Automatisierung wird in der Betriebswirtschaftslehre als Automation bezeichnet,
3. die Zusammenfassung von wiederkehrenden Funktionsabläufen in der elektronischen Datenverarbeitung zu Makros oder neuen Programmfunktionen, zum Beispiel in der Textverarbeitung, in der Bildbearbeitung oder in geographischen Informationssystemen. Genauso wird bei der unbeaufsichtigten Installation der Konfigurationsprozess automatisiert.

Wenn bei einem manuellen Arbeitsprozess Maschinen genutzt werden, um körperlich anstrengende Arbeiten zu verrichten, handelt es sich um eine Mechanisierung, wobei der Prozessablauf weiterhin vom Menschen gesteuert wird. Dagegen wird bei der Automatisierung auch der Prozessablauf von Maschinen (Automaten) gesteuert, und der Mensch überwacht den automatisierten Gesamtprozess und führt die nicht-automatisierten Prozessschritte aus.

## Abgrenzung Teil- und Vollautomatisierung, hybride Automatisierung
Werden Teilprozesse in einer industriellen Prozesskette vollständig automatisiert, spricht man auch von Vollautomatisierung. Einer vollständigen Automatisierung aller Arbeitsschritte ist jedoch in Teilbereichen der Mensch oft überlegen bzw. wirtschaftlicher. Automatisierte industrielle Systeme, in denen der Mensch Teil einer aufeinander abgestimmten Prozesskette ist und auch bleiben soll, werden in der modernen Literatur und Fachsprache zunehmend "hybrid" genannt. Die Mitwirkung des Menschen als Entscheidungsträger im Rahmen des gesamten, automatisierten Prozesses wird hierbei als "human-in-the-loop" bezeichnet. Die hybride Automatisierung kann zur sogenannten Teilautomatisierung dadurch abgegrenzt werden, dass der Mensch bewusst als Teil in der Prozesskette verbleiben soll ("human-in-the-loop") und Mensch-Maschine-Schnittstellen zu den voll-automatisierten Bereichen optimal gestaltet werden, während das Ziel der Teilautomatisierung i.d.R. eine Voll-Automatisierung ist, mit dem Ziel, den Mensch in seiner Mitwirkung einzuschränken bzw. gar zu ersetzen.

## Geschichte

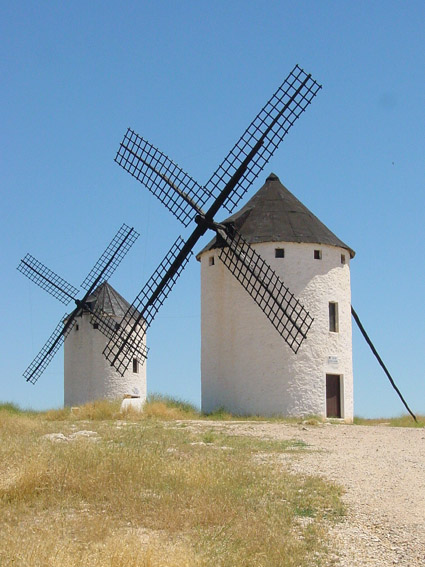
Windmühlen mit festem Turm und fester Turmhaube

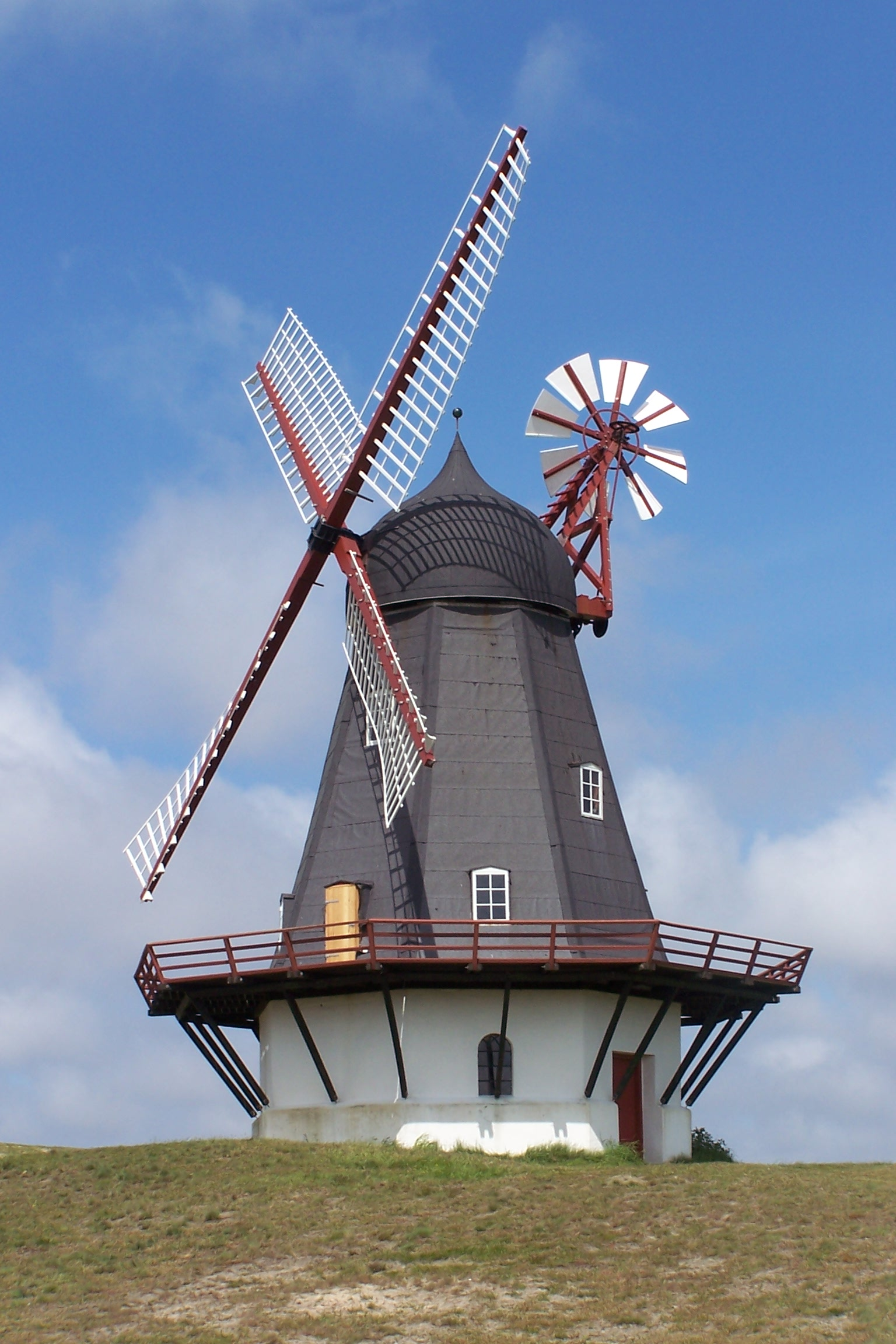
Windmühle mit drehbarer Turmhaube – Automatisierung der Drehung durch zusätzliches Windrad mit Getriebe

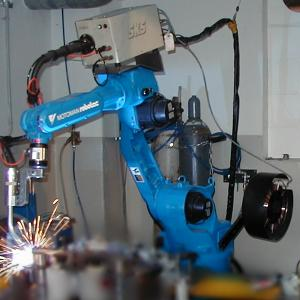
Industrieroboter

Der Begriff der Automatisierung geht zurück auf das antike Griechenland, wo man die Göttin Automatia (griechisch: αυτοματια, die von selbst kommende) verehrte und ihr Kapellen weihte.
Aristoteles formulierte zur selben Zeit in seinem Werk Politik:
„Wenn jedes Werkzeug auf Geheiß, oder auch vorausahnend, das ihm zukommende Werk verrichten könnte, wie des Dädalus Kunstwerke sich von selbst bewegten oder die Dreifüße des Hephästos aus eignem Antrieb an die heilige Arbeit gingen, wenn so die Weberschiffe von selbst webten, so bedürfte es weder für den Werkmeister der Gehilfen noch für die Herren der Sklaven.“
Die Bewahrung des Geistes der Antike und der Wissenstransfer aus dem arabischen Raum (Mathematik) ermöglichte in der Renaissance eine neue Blüte der Wissenschaften wie der Physik.
Im Jahr 1745 erfand der englische Schmied Edmund Lee eine frühe Vorrichtung zur Automatisierung, durch die sich Windmühlen selbstständig in den Wind drehen. Nach Aufzeichnungen aus dem Altertum gab es bereits damals Maschinen, die durch ein Windrad angetrieben wurden und Arbeit übernahmen, die vorher von Menschen oder Tieren ausgeführt worden war. Im Mittelalter ging man dazu über, Windmühlen so zu bauen, dass man sie um eine senkrechte Achse drehen konnte. Man führte die Windmühlen durch Muskelkraft der Windrichtung nach, damit sie nicht aufhörten zu arbeiten. Durch die Erfindung von Lee, ein zusätzliches Windrad mit Getriebe, reagierte die Maschine dann selbständig so auf Änderungen ihrer Umgebung, wie es zur Erfüllung ihrer Aufgabe erforderlich war.
Neben Windmühlen und Windrädern gab es auch Wassermühlen und Wasserräder.
Mit den Fortschritten in der Mechanik und neuen Antriebstechniken wie der Dampfmaschine zog das Zeitalter der Industrialisierung herauf. Massenproduktion in Fabriken wurde möglich. Tierische und menschliche Kraft wurde immer mehr durch Motoren ersetzbar.
1787 setzte Edmond Cartwright erstmals automatische Webmaschinen ein, die von ihm selbst entwickelten Power Looms. Sie waren die ersten automatischen Maschinen für die industrielle Produktion. Cartwright selbst scheiterte wirtschaftlich mit seiner Weberei. Seine Erfindungen setzten sich aber durch und hatten weitreichende gesellschaftliche Auswirkungen. Ab 1811 kam es in England zu Aufständen von Webern, die sich gegen die Maschinen richteten. Die Maschinenstürmer zertrümmerten Maschinen und griffen deren Befürworter an. Die Aufstände wurden vom Militär niedergeschlagen und Teilnehmer hingerichtet oder verbannt. In der Schweiz gab es ähnlich motivierte Aufstände. Die als Weberaufstände in Deutschland bekannt gewordenen Proteste richteten sich nicht gegen die neuen Maschinen, sondern gegen ausländische Arbeiter und Lieferanten.
Der bereits aus dem Mühlenbau bekannte Fliehkraftregler wurde 1788 von James Watt in den allgemeinen Maschinenbau eingeführt. James Watt benutzte den Fliehkraftregler, um die Arbeitsgeschwindigkeit der von ihm verbesserten Dampfmaschine konstant zu halten. So musste z. B. bei der Dampflokomotive bei Berg- und Talfahrt der Dampfdruck kaum noch manuell nachgestellt werden.
Die Entdeckung der Elektrizität und Erfindungen der Elektrotechnik (19. Jahrhundert) ermöglichte die Dezentralisierung der Produktion, es wurde möglich, Energie über weite Strecken zu versenden. Erste Versuche wurden unternommen, Elektrizität zum Messen, Steuern und Regeln einzusetzen.
Der Taylorismus versucht (zum großen Teil) erfolgreich, eine rationelle und effiziente Produktionsweise zu etablieren (Fließbandfertigung), und veränderte die Arbeitswelt. Die Effizienz der Arbeit steigt – bis zu einem gewissen Punkt – immer weiter, ging aber in der Geschichte immer wieder auf Kosten der physischen oder gar psychischen Gesundheit der Arbeitnehmer. Monotone Arbeit führte zu Erschöpfung und Entfremdung des Arbeiters von seiner Arbeit und schürte immer wieder Konflikte zwischen Arbeitnehmern und Arbeitgebern, da Produktivitätssteigerung und Lohnausgleich teilweise in krassem Missverhältnis zueinander standen.
Im 20. Jahrhundert weitete sich die Automatisierung mit dem Kühlschrank als Nachfolger des Eisschranks auf Privathaushalte aus. Die Heizung wurde durch Thermostatventile automatisiert.
Neuerungen in der Elektronik, insbesondere die Entwicklung von Transistoren, führten zur drastischen Verkleinerung elektrischer Schaltungen. Mit den Abmessungen sank der Aufwand für die Anwendung von Schaltalgebra. Die Entwicklung von integrierten Schaltkreisen führte schließlich dazu, dass Geräte ohne großen Aufwand mit Logik ausgestattet werden konnten. Die Digitaltechnik wurde das bevorzugte Mittel zur Automatisierung. Fortschrittliche Feldgeräte (Sensoren und Aktoren) kommunizieren mit der Steuerung bzw. Regelung und stellen eine gleichbleibende Qualität der Produkte auch bei Schwankungen im Prozess sicher.
Die Computertechnologie bahnte eine technologische Entwicklung, die zu einem insgesamt steigenden Automatisierungsgrad in der Produktion mit Industrierobotern, vollautomatischen Produktionsstraßen oder Techniken wie der Mustererkennung in der künstlichen Intelligenz führen. Als Folge der Automatisierung gehen häufig Arbeitsplätze in der Produktion verloren. Ein historisches Beispiel hierfür ist die Freisetzung von Arbeitskräften bei den amerikanischen Telefongesellschaften, in denen durch die Einführung des automatischen Wahlsystems eine Großzahl von Telefonistinnen ihre Arbeitsstelle verloren.

## Industrielle Revolutionen
Meilensteine der Automatisierung stellen vier industrielle Revolutionen dar, die eine große Steigerung der Produktivität bewirkten:
- Die erste industrielle Revolution begann im 18. Jahrhundert durch die Nutzung der Dampfkraft. Die Dampfmaschine diente nun der Produktion in Fabriken. Dampflokomotiven ersetzten Pferdekutschen und Dampfschiffe ersetzten Segelschiffe.
- Die zweite industrielle Revolution begann im 19. Jahrhundert durch die Entdeckung und Nutzung der Elektrizität und die Nutzung von Erdöl als Energieträger. In Fabriken wurde die Fließbandfertigung zum Normalfall. Elektrisches Licht, Elektrogeräte, Automobil, Flugzeug und Hubschrauber sind wichtige Erfindungen dieser Zeit.
- Die dritte industrielle Revolution wird auch digitale Revolution genannt und begann in den 1970er Jahren. Grundlage der Digitalisierung war der Mikrochip (integrierter Schaltkreis). In Fabriken kamen Industrieroboter zum Einsatz, die Fabrikarbeiter bei der Arbeit unterstützten, aber manchmal auch ersetzten. Der Personal Computer (PC), das World Wide Web und das Mobiltelefon veränderten und beschleunigten den Alltag der Menschen stark. Hinzu kamen zum Beispiel Digitalkameras, Digitalfernsehen, E-Books, Smartphones, Suchmaschinen und soziale Netzwerke im Internet.
- Die vierte industrielle Revolution wird in Deutschland auch Industrie 4.0 genannt. Sie ist durch die Anwendung von Informationstechnologien und Kommunikationstechnologien in der Industrie, das Internet der Dinge und durch künstliche Intelligenz gekennzeichnet. Produktionsanlagen, die bereits über Computertechnologie verfügen, werden durch eine Netzwerkverbindung erweitert und haben sozusagen einen digitalen Zwilling im Internet. Über diesen sind sie in der Lage, mit anderen Anlagen zu kommunizieren und Informationen über sich auszugeben. Dies ist der nächste Schritt zur Automatisierung der Produktion. Weitere Erfindungen der vierten industriellen Revolution sind das Smart Home, Serviceroboter und das selbstfahrende Kraftfahrzeug.[10]

## Heutige Situation
In den Fabriken der Industrieländer werden Güter größtenteils von Maschinen hergestellt, die Rolle des Menschen verschiebt sich von der Produktion auf Administration, Planung, Kontrolle, Instandhaltung und Dienstleistungen.
Viele einfache (aber auch gefährliche, monotone oder hohe Anforderungen an die Genauigkeit bzw. Schnelligkeit stellende) Tätigkeiten können mit Hilfe der Automatisierungstechnik durch Maschinen weitgehend selbsttätig ausgeführt werden, was meistens deutlich produktiver ist.
Gleichzeitig müssen Menschen ihre Qualifikation in Simulatoren erwerben und festigen, da automatisierte Produktionsanlagen nicht unterbrochen werden sollen oder Learning by Doing nicht möglich oder mit Gefahren verbunden ist (Bsp. Kraftwerk- oder Flugsimulatoren).
Deutsch-schwedische Forscher haben 2015 ausgerechnet, dass Automatisierungs-Computer und Roboter jeden zweiten Job übernehmen könnten.
Der Sprecher des Chaos Computer Clubs, Frank Rieger, warnte in verschiedenen Publikationen (z. B. dem Buch Arbeitsfrei) davor, dass durch die beschleunigte Automatisierung vieler Arbeitsbereiche in naher Zukunft immer mehr Menschen ihre Beschäftigung verlieren werden (z. B. LKW-Fahrer durch selbstfahrende Autos). Darin besteht unter anderem eine Gefahr der Schwächung von Gewerkschaften, die an Mitgliedern verlieren. Rieger plädiert daher für eine „Vergesellschaftung der Automatisierungsdividende“, also für eine Besteuerung von nichtmenschlicher Arbeit, damit durch das Wachstum der Wirtschaft auch der allgemeine Wohlstand wächst und gerecht verteilt wird. Auch die Einführung eines bedingungslosen Grundeinkommens könnte laut Rieger eine Lösung für die sozialen Probleme sein, die sich aus der Automatisierung der Arbeitswelt ergeben (Vortrag auf der re:publica 2015).
Durch künstliche Intelligenz dringen Maschinen immer mehr in Arbeitsbereiche vor, die bislang nur von Menschen mit hoher Qualifikation besetzt wurden. So meint Stephen Hawking: Ob die Maschinen irgendwann die Kontrolle übernehmen werden, werde die Zukunft zeigen. Was aber bereits heute klar sei, ist, dass Maschinen die Menschen zunehmend vom Arbeitsmarkt verdrängen. Ein Beispiel dafür ist die Maschinelle Übersetzung wie etwa der Google Übersetzer oder DeepL. Ein weiteres Beispiel ist die künstliche Intelligenz IBM Watson, die im Jahr 2011 im Quiz Jeopardy gegen die beiden bislang erfolgreichsten Spieler gewinnen konnte. Die Maschine wird heute u. a. dazu eingesetzt, Ärzte bei der Diagnose von Krankheiten zu unterstützen. Auch kann Watson Rechtsanwälte bei der rechtlichen Recherche entlasten. So können Maschinen heute (2016) auch Sprache erkennen und verstehen (s. Spracherkennung), Antworten auf gestellte Fragen suchen und Antworten in natürlicher Sprache geben. In stark vereinfachter Form wird dies u. a. in Smartphones eingesetzt z. B. bei Siri, Google Now, Cortana und Samsungs S Voice.

## Was ist Automatisierung?

### Gründe für Automatisierung
- Erhöhung der Durchsatzleistung oder Fertigungsmenge[20]
- Entlastung des Menschen von schwerer körperlicher oder monotoner Arbeit
- Einsparung von Personalkosten[20]
- Verbesserung der Produktqualität
- Vergleichmäßigung der Produktqualität
- Verringerung der Fehlproduktion (wichtig bei Prozessen mit vielen Fertigungsschritten)
- Verbesserung der Kommissionier- und Produktionsprozesse[21]
- Sichere und effiziente Gestaltung der Materialflüsse[21]

### Hauptgebiete der Automatisierung
Kerngebiete der Automatisierung sind die Überwachung, Steuerung und Regelung von Prozessen. Hierbei handelt es sich je nach Typ um die Kontrolle des ordnungsgemäßen Betriebs von Prozessanlagen, die zielorientierte Einhaltung eines gewünschten Prozesszustandes trotz störender Umgebungseinwirkung oder die Realisierung vorgegebener oder alternativ ausgewählter Prozessabläufe.
Einige Arten von Automatisierungssystemen können auch mit einem adaptiven Verhalten ausgerüstet sein, vor allem die Regelungssysteme. Die Adaption befähigt solche Systeme, ihr Verhalten den Veränderungen ihrer Umgebung anzupassen. Damit wird erreicht, das vorgesehene Verhalten in möglichst gleicher Qualität auch unter sich langsam ändernden Verhältnissen zu gewährleisten.
Die Automatisierung ermöglicht auch die Realisierung Selbstoptimierender Systeme. In diesem Fall kann das angestrebte Ziel nicht a priori angegeben werden, sondern ergibt sich unter Verwendung eines nichtlinearen Kriteriums indirekt als Extremwert eines Leistungsparameters. Die Funktionalität besteht in diesem Fall darin, durch Generierung zielorientierter Pendelbewegungen sich diesem Ziel zu nähern und dieses dann einzuhalten bzw. bei Veränderungen der Umgebung ein verändertes Ziel zu erreichen.
Wieder andere Automatisierungssysteme sind dadurch gekennzeichnet, dass sie aus mehreren miteinander konkurrierenden Subsystemen mit diametral gegenüberstehenden eigenen Zielstellungen bestehen. Das selbsttätige Verhalten besteht dann im Bemühen um das Erreichen und die Aufrechterhaltung eines a priori unbekannten Gleichgewichts.
Im Verlauf der weiteren Entwicklung wurden noch weitaus anspruchsvollere Problemstellungen automatisierungsseitig gelöst. Hierbei handelt es sich vor allem um die Automatisierung von Problemlösungsprozessen. In diesem Fall tritt der Mensch als Auftraggeber für solche Automaten auf, der an diese oftmals wechselnde Aufträge delegiert, wobei er auch das zu erreichende Ziel vorgibt. Das Ziel ist hier die geforderte Problemlösung. Die Ausführung dieser zumeist komplexen Aufgaben überlässt er dann komplett dem beauftragten Automaten, der dann nicht nur selbsttätig, sondern wegen der a priori unabsehbaren Umgebungsbedingungen, nun selbstständig handeln muss.
Damit sind die Grenzen der Einsatzmöglichkeiten der Automatisierung noch keinesfalls erreicht. Automatisierungssysteme übernehmen immer komplexere Aufgaben und werden dabei tendenziell immer „intelligenter“. Im Zuge dieser Entwicklung gibt es längst schon Lösungen, die über die Fähigkeit des Lernens – sowohl mit als auch ohne Belehrung – verfügen. Diese Lernfähigen Automatisierungssysteme enthalten einen sogenannten Metaalgorithmus, der sie zum Lernen befähigt und das Gelernte anwendungsbereit aufbereitet. Das Ziel ist dann das Lernziel.

### Nutzen der Automatisierung
Automatisierungssysteme grenzen sich gegenüber ausschließlich von Menschen geführten Systemen ab, indem sie diesen bei den Standardfällen wiederholt oder unter unvorhersehbaren Bedingungen auszuführende Tätigkeiten oftmals formallogischer Art abnehmen und diese ersatzweise ermüdungsfrei und in gleichbleibender Qualität ausführen. Anspruchsvollere Automatisierungssysteme nehmen dem Menschen komplexe Handlungsprozesse im Sinne von Dienstleistungen komplett ab und erledigen diese auf ihre Weise.
Die Substitution von Arbeitsleistungen durch Automaten kann zwar die Menschen von ermüdenden formallogischen oder auch gefährlichen Tätigkeiten befreien, was aber auf der anderen Seite zur Freisetzung von Arbeitskräften führt. In anderen Fällen werden die Menschen durch Automaten unterstützt, indem bei bestehender Arbeit ihre Tätigkeit erleichtert, ihre Sicherheit erhöht oder auch ihr Komfort gesteigert wird. Automatisierung leistet somit wesentliche Beiträge zum allgemeinen Fortschritt.

### Automatisierung als Sonderform der Informationstechnologie
Das Zusammenspiel der Automaten mit den jeweiligen Prozessen erzeugt Wechselwirkungen, wobei Informationen ausgetauscht werden. Diese Informationen betreffen einerseits Aussagen über den Prozesszustand, andererseits Anweisungen über vorzunehmende Prozesseingriffe. Die Automaten können über entsprechende Sensoren auch Informationen aus der Umgebung erlangen. Damit finden vielfältige Kommunikationen statt. Die erlangten Informationen werden in den Subsystemen aufgabengerecht zu neuen Informationen verarbeitet. Automatisierungssysteme haben somit den Charakter von Informationssystemen.

### Automatisierung mit technischen Mitteln
Werden technische Mittel zur Lösung derartiger Aufgaben eingesetzt, so handelt es sich um Systeme der Automatisierungstechnik. In diesem Fall enthalten Automatisierungssysteme neben dem Prozess in einer bestimmten Technologie ausgeführte Automaten als weiteres Subsystem. Je nach Art der Automatisierungsaufgabe werden diese Automaten in entsprechenden Fällen spezifischer als Prozessüberwachungs-, Steuerungs- oder Regelungseinrichtungen bezeichnet, die aus typischen Funktionseinheiten der Automatisierungstechnik aufgebaut sind. Die zur Prozessoptimierung benötigten Einrichtungen werden hingegen Optimisatoren genannt.

### Automatisierung als Querschnittsdisziplin und Bestandteil der Kybernetik
Automatisiertes Verhalten findet sich nicht nur bei der Steuerung technischer Prozesse, sondern auch bei einer Vielzahl natürlicher Systeme unterschiedlichsten Charakters. Es handelt sich daher um eine universelle Verhaltensform. Die Automatisierung gehört somit einer Disziplin an, die Querschnittscharakter besitzt. Die übergreifende theoretische Grundlage bildet die Kybernetik.

### Handlungsorientierung: Kategorischer Imperativ der Automation
Wegen des grundlegenden Einflusses der Automatisierung auf die gesamte Gesellschaft und wegen ihres Querschnittscharakters sind entsprechende Handlungsorientierungen notwendig. Angelehnt an den Kategorischen Imperativ des deutschen Philosophen Immanuel Kant wurde hierfür spezifisch ein Kategorischer Imperativ für die Automatisierung veröffentlicht:
Automatisiere stets so, dass die Maximen deines Willens und Tuns dem Prinzip eines allgemeinen Humanismus unterliegen, d. h.
- befreie mittels Automatisierung den Menschen von anstrengender körperlicher und geistiger (Routine-)Arbeit,
- erhöhe die Effektivität und Produktivität der menschlichen Tätigkeit durch Automatisierung,
- setze dich für eine humane Verwendung des Effektivitäts- und Produktivitätszuwachses ein, wie dieser durch Automatisierung erlangt wird und
- vermeide inhumane Auswirkungen der Automatisierung in individuellen und sozialen Bereichen.

### Einsatzgebiete der Automatisierung
Die Automatisierung findet außerordentlich vielfältige Anwendungen, die sich beständig noch ausweiten. Zur Verdeutlichung des derzeitigen Leistungsspektrums dieser Disziplin ist hier eine Auswahl charakteristischer Beispiele vorgestellt, die wesentliche Einsatzgebiete betreffen:
- Regelung der Temperatur und ggf. auch der Feuchte in Wohn- und Arbeitsräumen bezüglich definierter Sollwerte zur dauerhaften Gewährleistung einer Wohlfühlatmosphäre für den Menschen,
- beständige Überwachung von Prozessen, Anlagen, Räumen oder Außenanlagen bezüglich des Auftretens definierter Ereignisse mit selbsttätiger Auslösung von Aktionen (bspw. Ausgabe von Alarmen, Einschaltung von Beleuchtungen und im Brandfalle von Sprinkleranlagen, Meldungen an verantwortliche Personen oder Zentralen u. a.),
- Regelung körpereigener Parameter (Körpertemperatur, Blutdruck, Blutzucker, Gleichgewicht u. a.) zur beständigen Aufrechterhaltung unserer Lebensfunktionen,
- selbstständige Betätigung von Reinigungs- oder Mährobotern zur Befreiung der Menschen von zeitaufwändigen Tätigkeiten,
- programmgemäße Steuerung mehrstufiger Prozesse in Waschmaschinen zur Entlastung der Menschen von einer häufig auszuführenden und zeitintensiven Tätigkeit,
- Kursregelung von Flugzeugen mittels Autopiloten auf Langstreckenflügen sowie beständige Überwachung des umgebenden Luftraumes auf mögliche Kollisionsgefahren zur Entlastung der Flugkapitäne,
- Gewährleistung einer effektiven Automobilproduktion durch Einsatz einer Anzahl programmgesteuerter Industrieroboter wie auch einer dauerhaft hohen Qualität von Produkten durch Einsatz unterschiedlicher Automatisierungs-Verfahren,
- Realisierung eines verbesserten Sicherheitsstandards in Fahrzeugen durch eine Anzahl integrierter, selbsttätig arbeitender Assistenzsysteme, Befreiung von häufigen bzw. komplizierten Tätigkeiten (bspw. durch Automatik-Getriebe oder Einpark-Automaten) und – in naher Zukunft – selbsttätiges Chauffieren in autonomen Fahrzeugen,
- Selbstoptimierung von Windkraftanlagen im Echtzeitbetrieb zwecks Maximierung der gewinnbaren elektrischen Leistung aus der jeweils herrschenden Luftströmung,
- intelligentes selbstständiges Management der zur Bedarfsdeckung einsetzbaren ökologischen Energiequellen in energieautarken Wohneinheiten,
- Herbeiführung und Aufrechterhaltung eines Gleichgewichtszustandes in ökologischen Systemen, bestehend aus mehreren Populationen natürlicher Wesen mit eigenen Zielstellungen,
- selbstständiges Entgraten wiederholt zugeführter Gussstücke mit unterschiedlicher Gratausprägung durch problemlösende Arbeitsroboter zur Entlastung von Menschen von schwerer Arbeitstätigkeit,
- selbstständige Navigation von Transportdrohnen zur Lieferung dringend benötigter Medikamente oder Ersatzteile in abgelegene Gebiete in möglichst kurzer Zeit,
- selbstständige Steuerung der Bewegungen und Handlungen von Persönlichen Assistenten zur Ausführung übertragener Dienstleistungen wechselnder Art für Behinderte,
- selbstständige Steuerung der Bewegung autonomer Tauchroboter zwecks Absuchen von Gewässern oder Tiefen der Ozeane mit automatischem Wiederauftauchen,
- selbstständige Ausführung anspruchsvoller Missionen mit unterschiedlicher Aufgabenstellung (autonome Andockmanöver, selbstständiges Absenken einer Raumkapsel, Ausführung von Arbeitsaufträgen für Roboter usw.) im Weltraum und auf erdnahen Planeten.

Wie diese Beispiele zeigen, sind der Automatisierung viele nützliche Beiträge auf sehr unterschiedlichen Anwendungsgebieten zu verdanken. Damit leistet sie fortlaufend wesentliche Beiträge zum allgemeinen Fortschritt, der auf die eine oder andere Weise der Menschheit zugutekommen sollte.

## Automatisierung beim Menschen

Vergleich zwischen kontrollierter und automatisierter Handlung

Ein zentrales Charakteristikum aller gut beherrschten komplexen Fertigkeiten eines Menschen ist die weitgehende Automatisierung der zugrunde liegenden Teilfunktionen. Das sei am Beispiel des Erwerbs der Lesefähigkeit verdeutlicht: Damit sich ein Leser vollständig dem eigentlichen Sinn des Lesens, nämlich der Bedeutungsentnahme, widmen kann, müssen alle darunterliegenden Aufgaben, die dafür die Voraussetzungen schaffen, sozusagen im Hintergrund ablaufen, ohne dass bewusste Informationsverarbeitungskapazität in Form von Aufmerksamkeit auf sie gerichtet werden muss.
Auf unterster Ebene steht beispielsweise im visuellen Bereich das Decodieren von Schriftzeichen. Wenn bereits diese Stufe der Lesewahrnehmung nicht automatisiert ist, absorbiert sie die Aufmerksamkeit, so dass die Kapazitäten für die eigentliche Aufgabe des Lesens, die Bedeutungsentnahme, gar nicht mehr ausreichen. Dieser Effizienzverlust wirkt sich natürlich auf die Verarbeitungsgeschwindigkeit aus, mit der ein Text durchschritten wird, und wird sich zumindest in einer Abnahme der Leseflüssigkeit bemerkbar machen.
Die amerikanischen Wissenschaftler Shiffrin und Schneider haben bereits 1977 die nebenstehende Gegenüberstellung von kontrollierter und automatisierter Informationsverarbeitung veröffentlicht. Dieses Modell dient nach Warnke auch als Erklärung dafür, dass bei Schülern mit Dyslexie bestimmte Automatisierungen, die bei anderen Schülern altersgerecht entwickelt sind, einen Entwicklungsrückstand aufweisen. Sie müssen also bei ihrer Informationsverarbeitung häufiger als Gutschreibende auf kognitive, bewusste Abläufe zurückgreifen.

## Darstellungen von Automatisierung in der Kunst
Im Film:
- Fritz Lang: Metropolis
- Charlie Chaplin: Moderne Zeiten

In der Literatur:
- Aldous Huxley: Schöne neue Welt
- Jewgenij Samjatin: Wir

Musik:

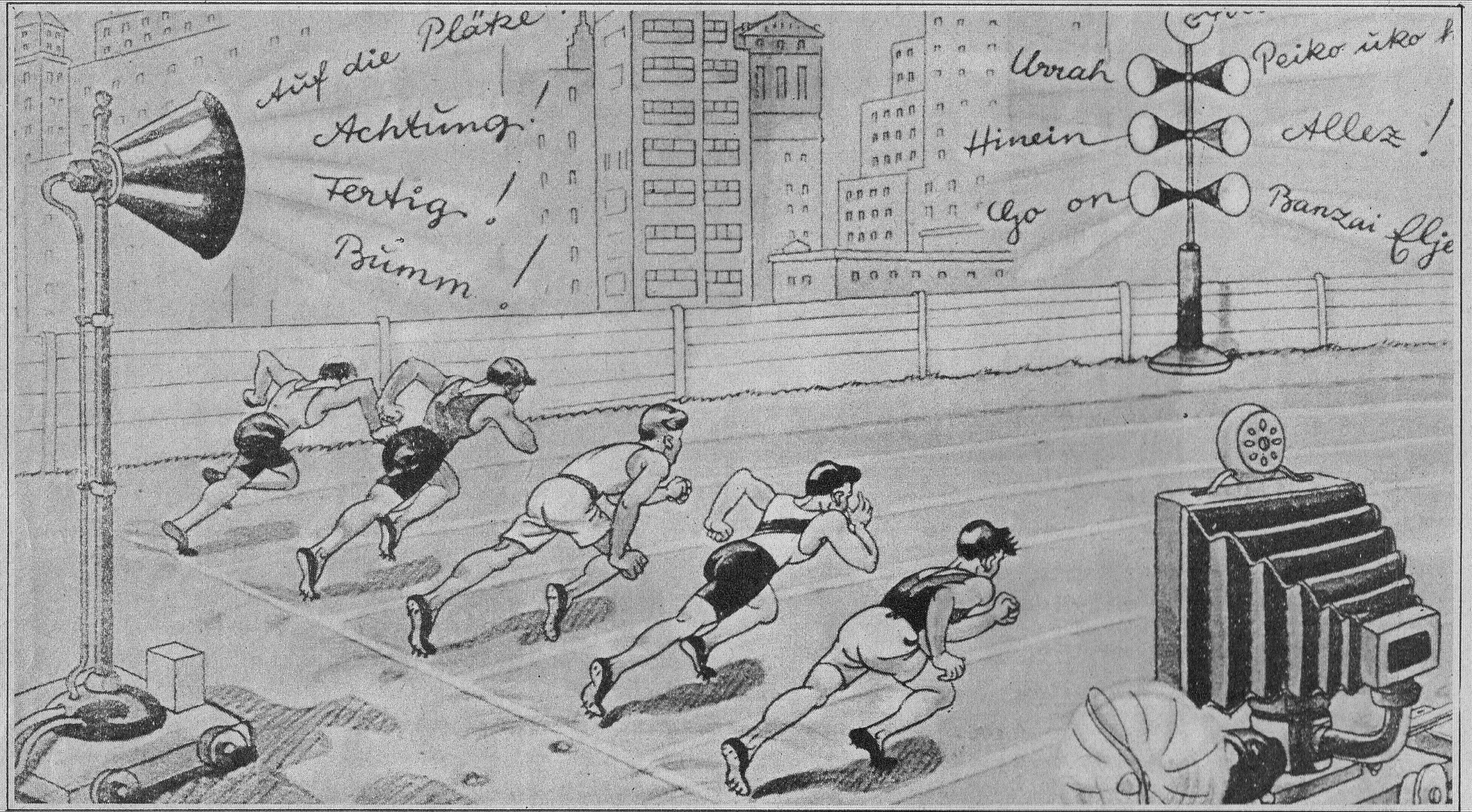
Cartoon: Die technischen Neuerungen in der Berichterstattung bei den Olympischen Sommerspielen 1936 in Berlin und eine Prognose für das Jahr 2000. Olympia-Sonderheft, Berliner Illustrierte Zeitung, 1936.

- Kraftwerk: Die Mensch-Maschine, Kling Klang 1978

## Filmische Dokumentationen
- Geschichte der Automatisierung, ein Film der Landeszentrale für politische Bildung Nordrhein-Westfalen, 2007 auf YouTube
- ARD alpha: Constanze Kurz: Die totale Automatisierung, 2014 auf YouTube

## Siehe auch

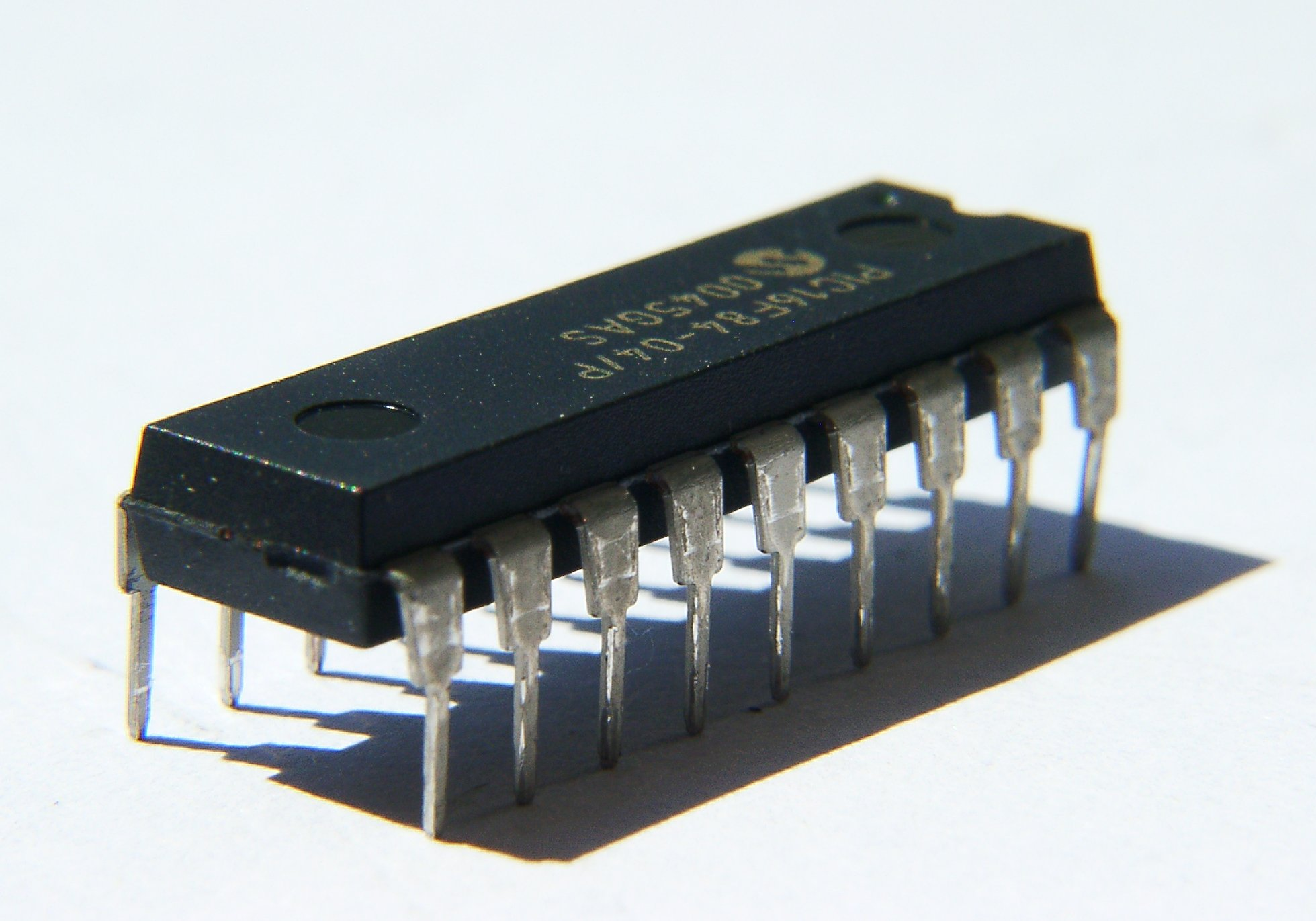
Integrierter Schaltkreis